# سرود زن
«سرود زن» ترانه اعتراضی به خوانندگی مهدی یراحی و ترانه‌سرایی مونا برزویی است که در حمایت از خیزش ۱۴۰۱ ایران منتشر شد. شعر این ترانه با شعار «زن، زندگی، آزادی» آغاز می‌شود.
این سرود، برای هم‌خوانی در بین معترضان، بسیار مورد پسند واقع شد. در جریان اعتصابات ۱۴۰۱ دانشجویان ایران، این ترانه توسط دانشجویان دانشگاه هنر تهران با حلقه‌ای به شکل «خون» اجرا شد.

## حواشی

### دستگیری مونا برزویی
در روزهای اول پس از انتشار این ترانه، سراینده آن مشخص نبود و اطلاعاتی وجود نداشت. چندی پس از انتشار این آهنگ، خبر دستگیری مونا برزویی توسط خواهر او اعلام شد. هم‌زمان با آزادی مشروط و موقت، مونا برزویی در صفحه توییتر خود مطلبی را منتشر کرد که مهدی یراحی لحظاتی بعد با بازنشر آن و تشکر بابت ترانه‌سرایی، رسماً اعلام کرد که مونا برزویی شاعر این ترانه بوده است.